# Col de l'Iseran
El col de Iseran culmina a una altitud de aproximadamente 2764 m en Saboya. Es el primer puerto de carretera de los Alpes franceses por su altitud, incluso es el paso de montaña de carretera más alto de todos los Alpes. La carretera que lo cruza, que une los valles de Maurienne y Tarentaise, está cerrada en invierno y queda dentro de las pistas de esquí de la estación de Val d'Isère durante la temporada. Construida durante el período de entreguerras, se ha convertido en un lugar importante para el Tour de Francia. El col de Iseran se encuentra a las puertas del parque nacional de la Vanoise.

## Geografía
El puerto está marcado en la carretera a una altitud de 2.770 metros pero está indicado, según los mapas, a 2.764 metros. Es el puerto de montaña más alto de los Alpes y de Francia. No es la carretera más alta de los Alpes ya que la carretera a la cumbre de La Bonette alcanza los 2.802 m, pero no es una carretera de paso. La carretera del glaciar Ötztal en Austria alcanza los 2.829 m sobre el nivel del mar.
Se encuentra en Saboya, en el parque nacional de la Vanoise, entre el macizo de la Vanoise y los Alpes Grayos. Conecta los valles de Arc (Maurienne) e Isère (Tarentaise, en su parte superior). El paso está dominado por la Punta des Leissières (3 041 metros ).

## Historia de la construcción de la carretera
En el siglo XVII, era un camino de herradura que utilizaban los ganaderos para llevar los quesos de Beaufortain a los mercados de Piamonte a través del paso del Mont Cenis. Fue en 1912 cuando se tomó la decisión de incluir esta ruta en la ruta de los Grandes Alpes. En 1929, el trabajo en la carretera de 29 kilómetros de largo requirió el empleo de 600 trabajadores. El Presidente de la República Albert Lebrun inauguró esta carretera el 10 de julio de 1937 y ese mismo año el Correo francés emitió un sello para esta apertura.
En 1939 se construyó una capilla dedicada a Nuestra Señora de Toda Prudencia, según los planos del arquitecto saboyano Maurice Novarina. Esta capilla está clasificada como "Patrimonio del siglo XX".

## Actividades

### Protección del medio ambiente
El puerto de Iseran ha estado incluido en el parque nacional de la Vanoise desde su creación en 1963. La reserva natural de Iseran, de 1.505 hectáreas, creada al mismo tiempo, fue degradada en 2000 tras las conversaciones entre el Estado y los interesados locales a cambio de la creación de la reserva natural de Bailletaz (495 hectáreas) y la firma de un decreto prefectoral para la protección del biotopo que abarca 250 hectáreas alrededor del paso.

### Deportes de invierno
La carretera de acceso está cerrada durante la temporada de invierno. El sitio se utiliza en invierno como parte integral de la estación de esquí de Val-d'Isère. Desde el puerto se accede a los remontes del glaciar Pisaillas, en el punto más alto de la zona turística de Avalline, a una altitud superior a los 3000 m. Volviendo al valle, la pista roja de esquí Germain Mattis sigue una parte de su recorrido por la carretera nevada hacia el pueblo de Laisinant en Val d'Isère.

### Ciclismo

#### Tour de Francia

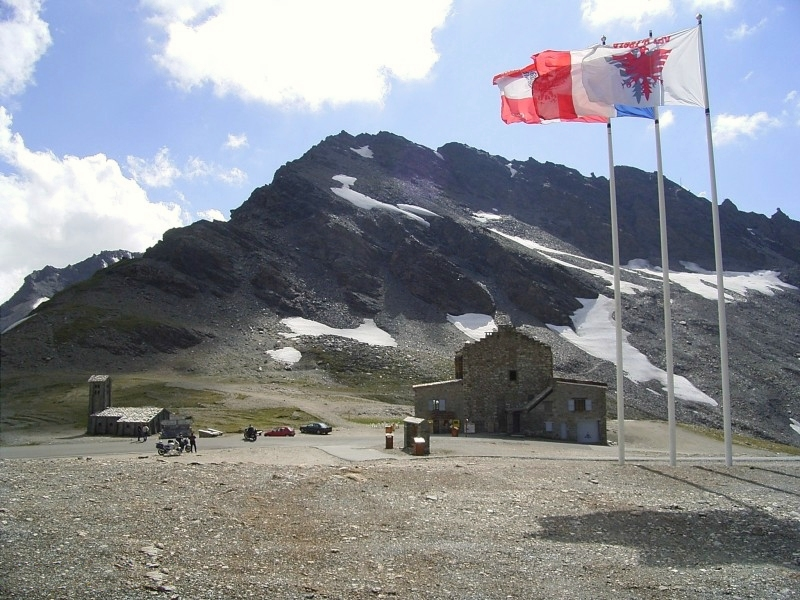
Restaurante del puerto.

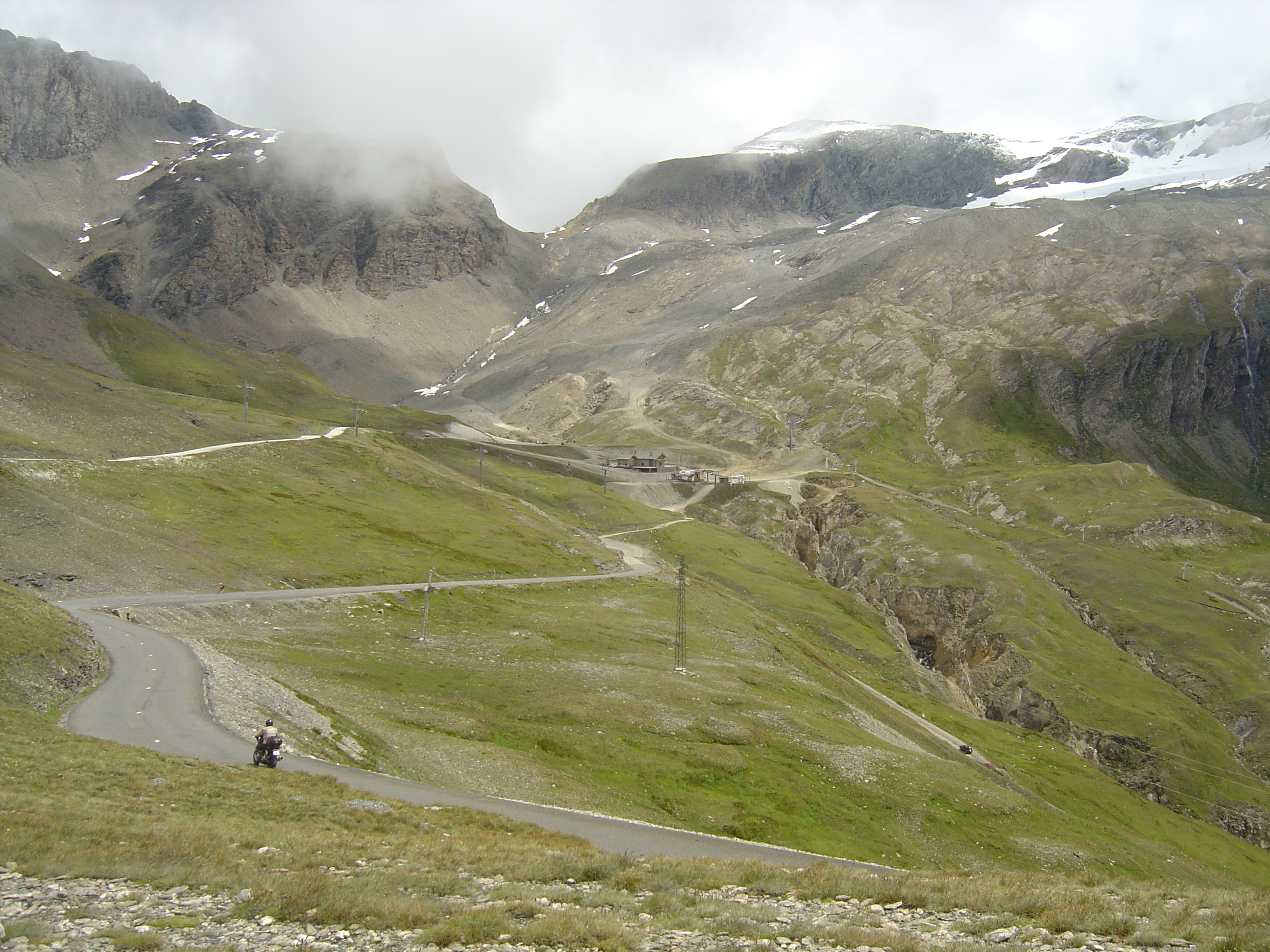
Vista desde el puerto en el último kilómetro de la ladera sur con los remontes en el fondo; al fondo, el puerto de Pers (3.009 m) en el centro a la izquierda y luego la punta Pers (3.327 m) y la aguja Pers (3.386 m) a la derecha.

En el año que siguió a su inauguración, el Tour de Francia pasó por el col de Iseran, y nuevamente al año siguiente, en 1939, en una contrarreloj. En total, el Tour lo ha atravesado 8 veces, 6 de ellas desde 1947, solo dos por el valle de Maurienne (1963 y 2019), vertiente sur, considerada la más difícil. El director del recorrido, Christian Prudhomme, compara el final de la subida, desde Bonneval-sur-Arc, con la subida de L'Alpe d'Huez con prácticamente los mismos desniveles y la misma distancia (13 km), salvo que «comienza a una altitud de 1800 metros. El puerto está clasificado como fuera de categoría desde 1992. Entre los momentos destacados en la historia de este paso en la Grande Boucle está el abandono de Louison Bobet en su último Tour de Francia en 1959 después de haber cruzado la cumbre,  el largo y victorioso recorrido de Claudio Chiappucci a Sestriere durante el Tour 1992, la cancelación de este paso y la etapa acortada debido a la nieve en el Tour de Francia 1996 y luego la neutralización del final de la etapa que lleva a Tignes después del paso con el tiempo tomado en la cima para la clasificación general y la ausencia de un vencedor de etapa en 2019, debido a una tormenta de granizo y un deslizamiento de lodo que hizo intransitable la carretera entre Val d'Isère y el Lago del Chevril. Aquí están los ciclistas que fueron los primeros en cruzar el puerto:
- 1938 :  Félicien Vervaecke
- 1939 :  Sylvère Maes (contrarreloj)
- 1949 :  Pierre Tacca
- 1959 :  Adolf Christian
- 1963 :  Fernando Manzaneque
- 1992 :  Claudio Chiappucci
- 2007 :  Yaroslav Popovych
- 2019 :  Egan Bernal

#### Tour del Porvenir
La subida al col de Iseran, desde Val d'Isere, se realizó al principio de la 7 etapa del Tour del Porvenir de 2016. La misma subida estaba en el programa al comienzo de la 10.ª etapa del Tour del Porvenir de 2018; sin embargo, los organizadores cancelaron el paso por el puerto de Iseran debido al hielo en la carretera que lleva el puerto. La etapa se redujo en 35 km y la salida se trasladó a Bessans.

#### Perfil de ascensión
Con 47,6 km desde la última rotonda en Bourg Saint-Maurice (809 m), el col de Iseran es en su vertiente norte el puerto más largo de Francia. Pero los primeros 9 km hasta Viclaire son bastante fáciles, excepto por una pequeña subida de más de 2 km para llegar a Séez. Luego la carretera sube con algunas curvas por Sainte-Foy-Tarentaise y hasta la salida de La Thuile, con porcentajes del 6 al 8%. Luego siguen 6 km en los que se rueda bien antes de volver de las pendientes del 7% en los 3 km antes de la presa de Tignes. El Lago del Chevril (1.790 m) se alcanza después de más de 23,5 km de ascenso. Hay entonces una sección casi plana entre la presa de Tignes y Val d'Isère, pero este tramo puede resultar dificultoso por una sucesión de avalanchas que acumulan piedras en la carretera y los por los túneles, así como por el tráfico pesado.
Por eso muchos ciclistas prefieren partir de Val d'Isère, donde desde la rotonda frente a la oficina de turismo (1.826 m), hay 16,1 km al 5,8%. Si bien los dos primeros kilómetros que comienzan no son difíciles, una parte al 7% comienza justo antes de la aldea de Le Fornet y su teleférico (1.946 m), seguida de poco más de un kilómetro a casi el 6%, aunque esta parte está expuesta al viento que a menudo sopla de frente.
Sin embargo, una buena zona plana precede al puente de San Carlos (2.056 m) en el km 4,9, pero los porcentajes son más regulares a partir de entonces, y las curvas se van sucediendo, lo que permite pasar por arriba de Val d'Isère. Los dos kilómetros que siguen al puente de San Carlos suben a más del 7% antes de que la pendiente baje ligeramente, con una inclinación de casi el 5,5%. Sin embargo, si el viento ha soplado de frente durante los primeros cinco kilómetros, entonces será mayormente de espaldas. Justo después de pasar por debajo de la estación de Signal (2.308 m), también llamada Chalet du Molard, en el km 8,8, una señal indica un porcentaje del 4 % pero esto es engañoso: hay un corto descenso seguido casi inmediatamente por un corto paso al 10 %, uno de los más empinados del ascenso. Por lo tanto, es mejor no usar una marcha alta para no ser sorprendido. 
La carretera sube de nuevo en pendientes de alrededor del 6 y 7 % a continuación de varios remontes mecánicos. A partir de aquí comienza una serie de curvas, bajo la tête du Solaise (2.558 m) y la cresta de Lessières, series que permites ver el lago de Chevril y el monte Pourri (3.779 m) por debajo de Val d'Isère, y estas curvas conducen al mirador de la Tête de l'Arollay (2.533 m, también conocido como el mirador de la Tarentaise) y sus tres mesas de orientación junto a la carretera en el km 12,6. Desde allí, se puede ver la cima del puerto, todavía a 3,5 km de distancia. El oxígeno se vuelve escaso y el último kilómetro, justo después de cruzar un pequeño lago, tiene un promedio del 8%; lo cual no es del todo exacto considerando que los marcadores han sido calculados para una altitud de 2.770 m mientras que la altitud oficial del paso es de 2.764 m.

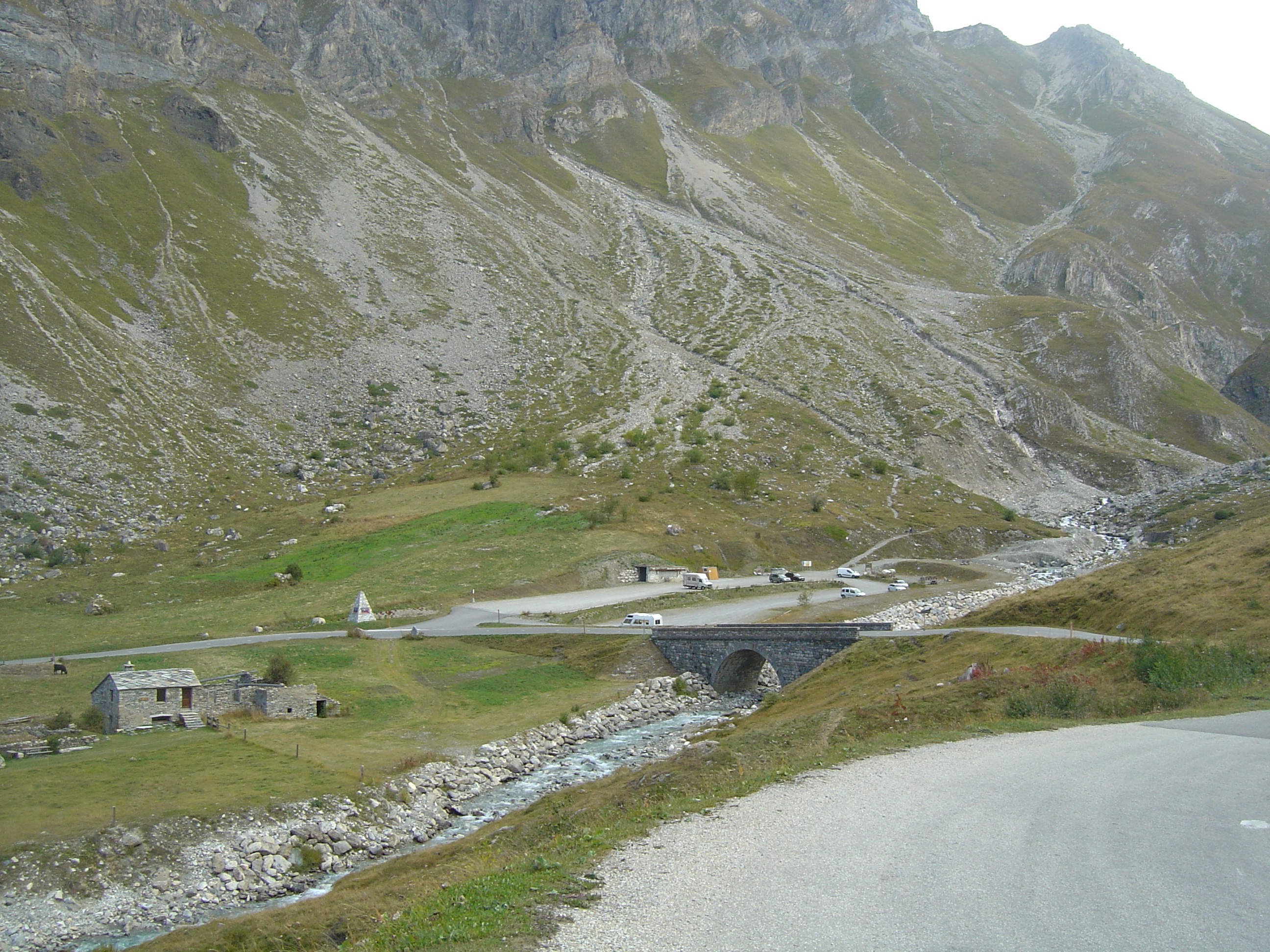
El puente de San Carlos, 2056 m.
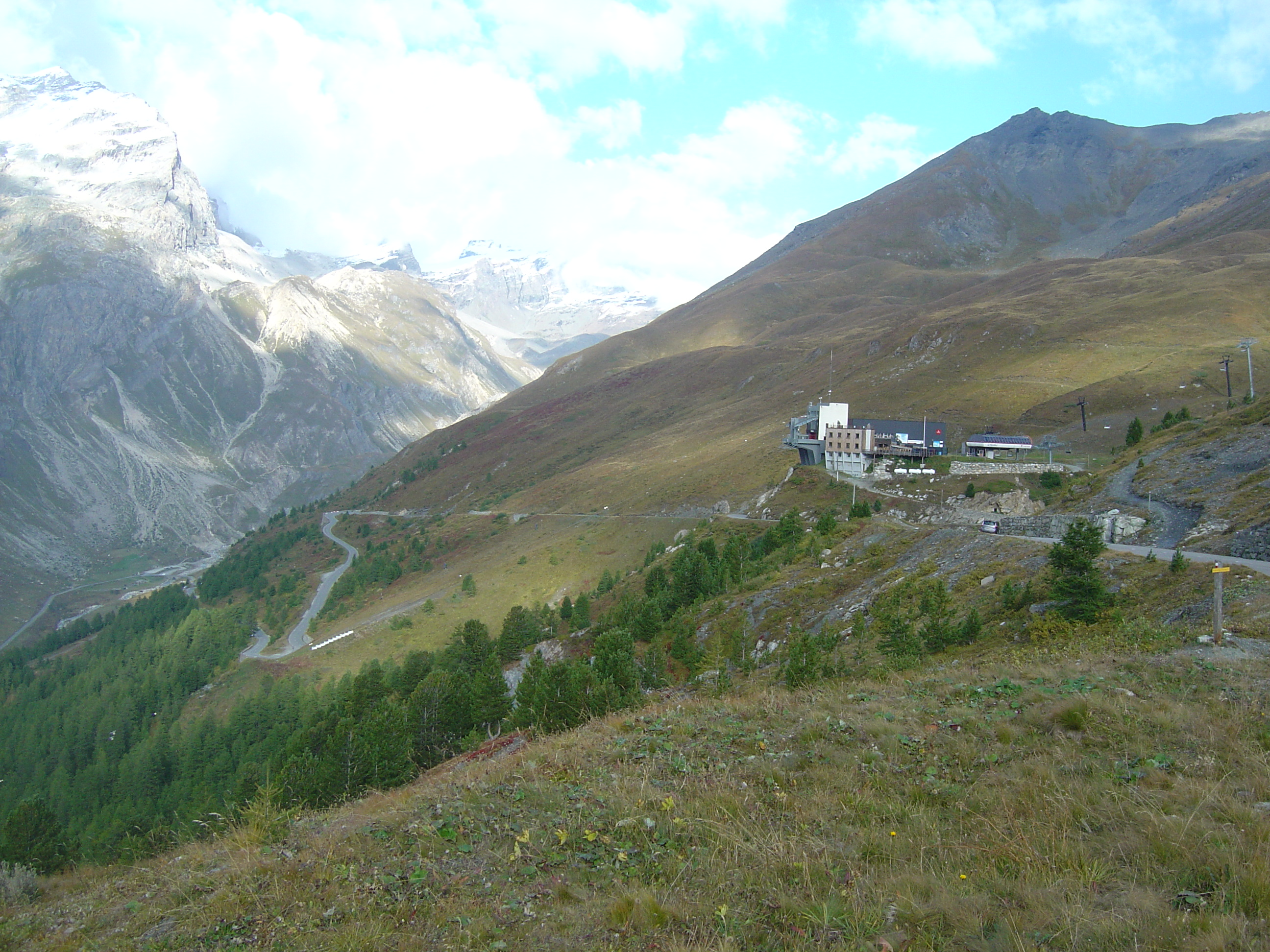
Curvas y pendientes al 7 % antes de llegar a la estación del teleférico de Signal
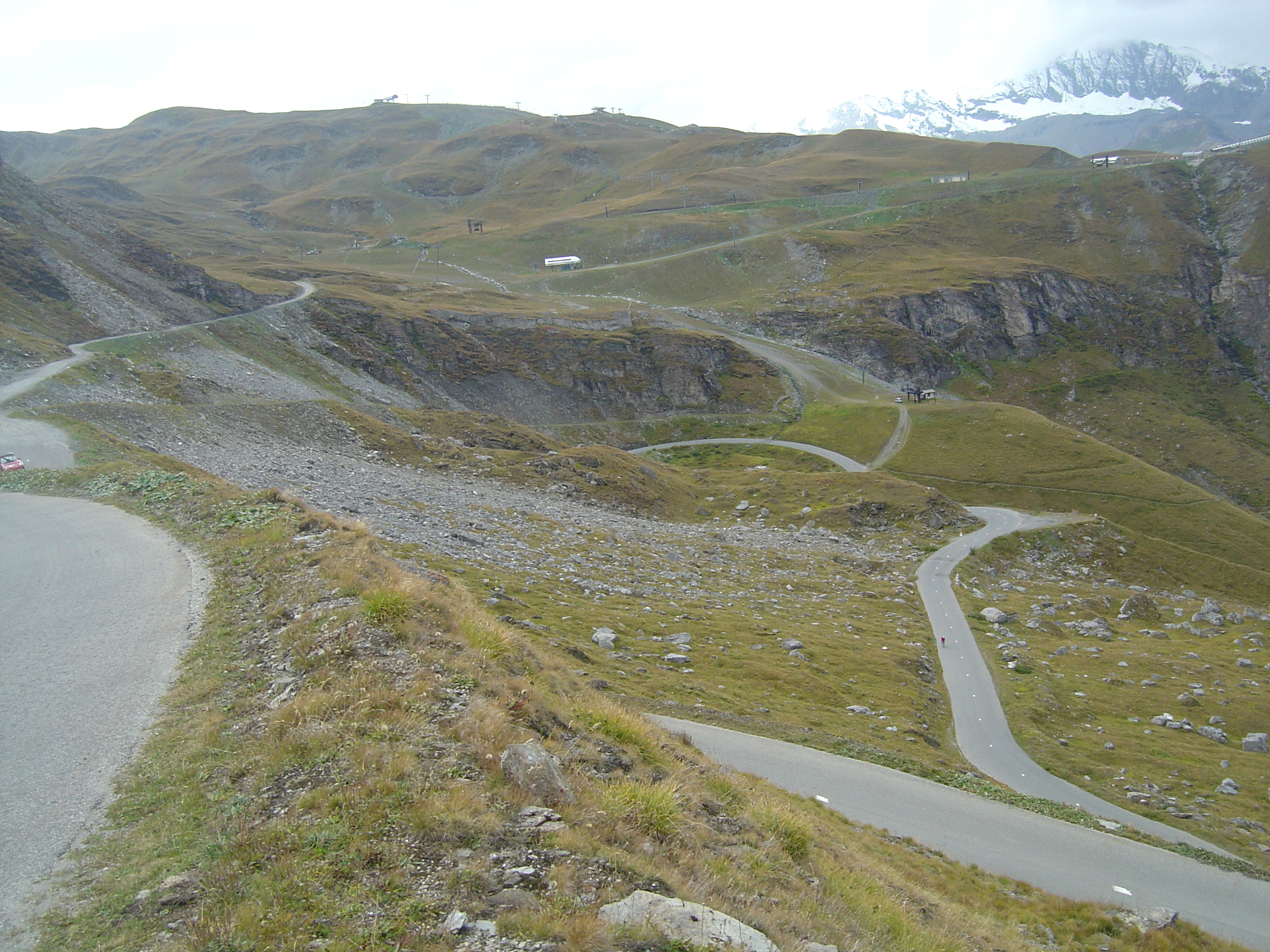
Curvas entre la tête de Solaise 2558 m, (al lado de los remontes mecánicos) y de la cresta de Lessières.
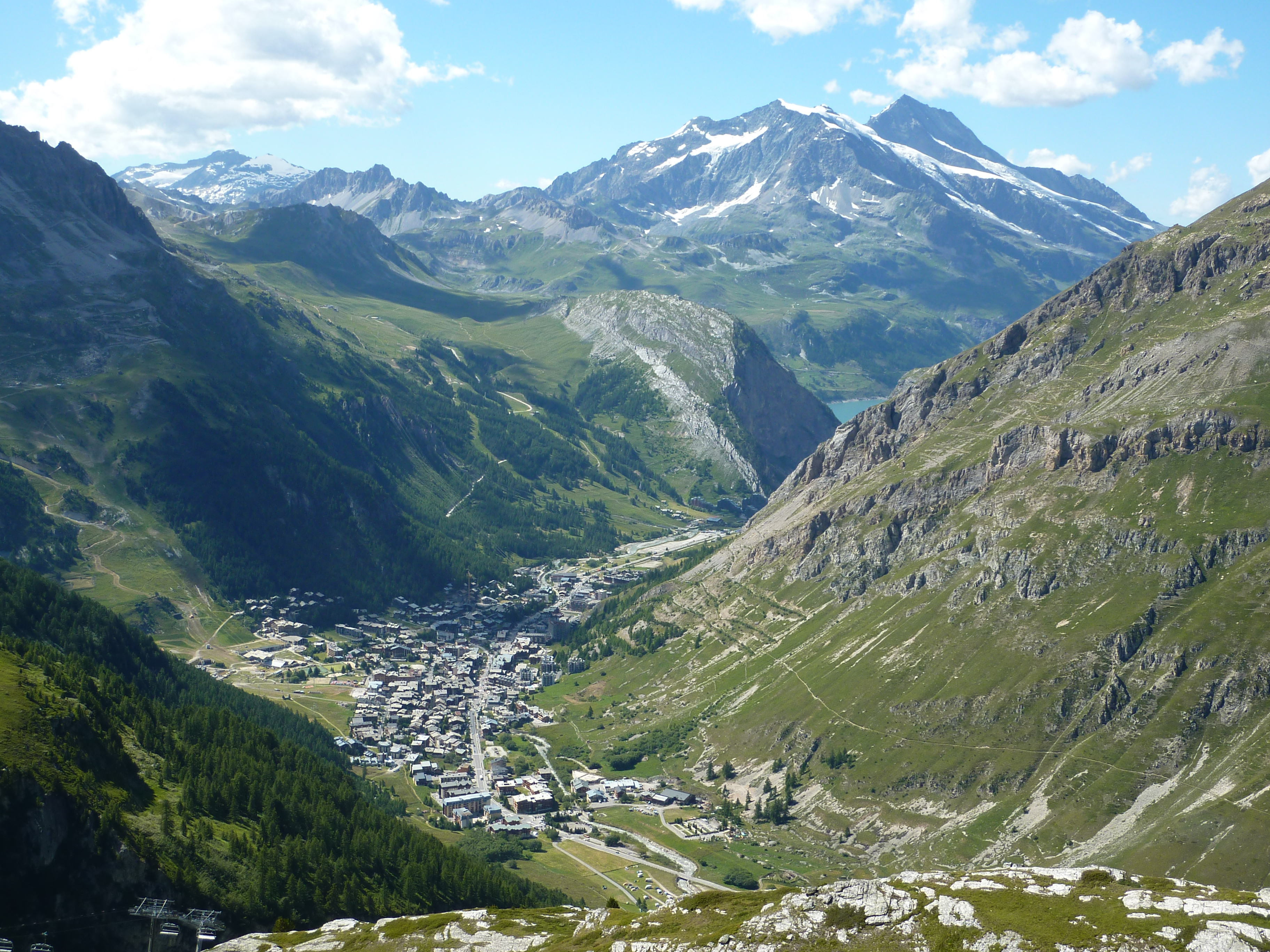
Vista sobre Val-d'Isère, el lago du Chevril y el mont Pourri desde la carretera de la vertiente norte.
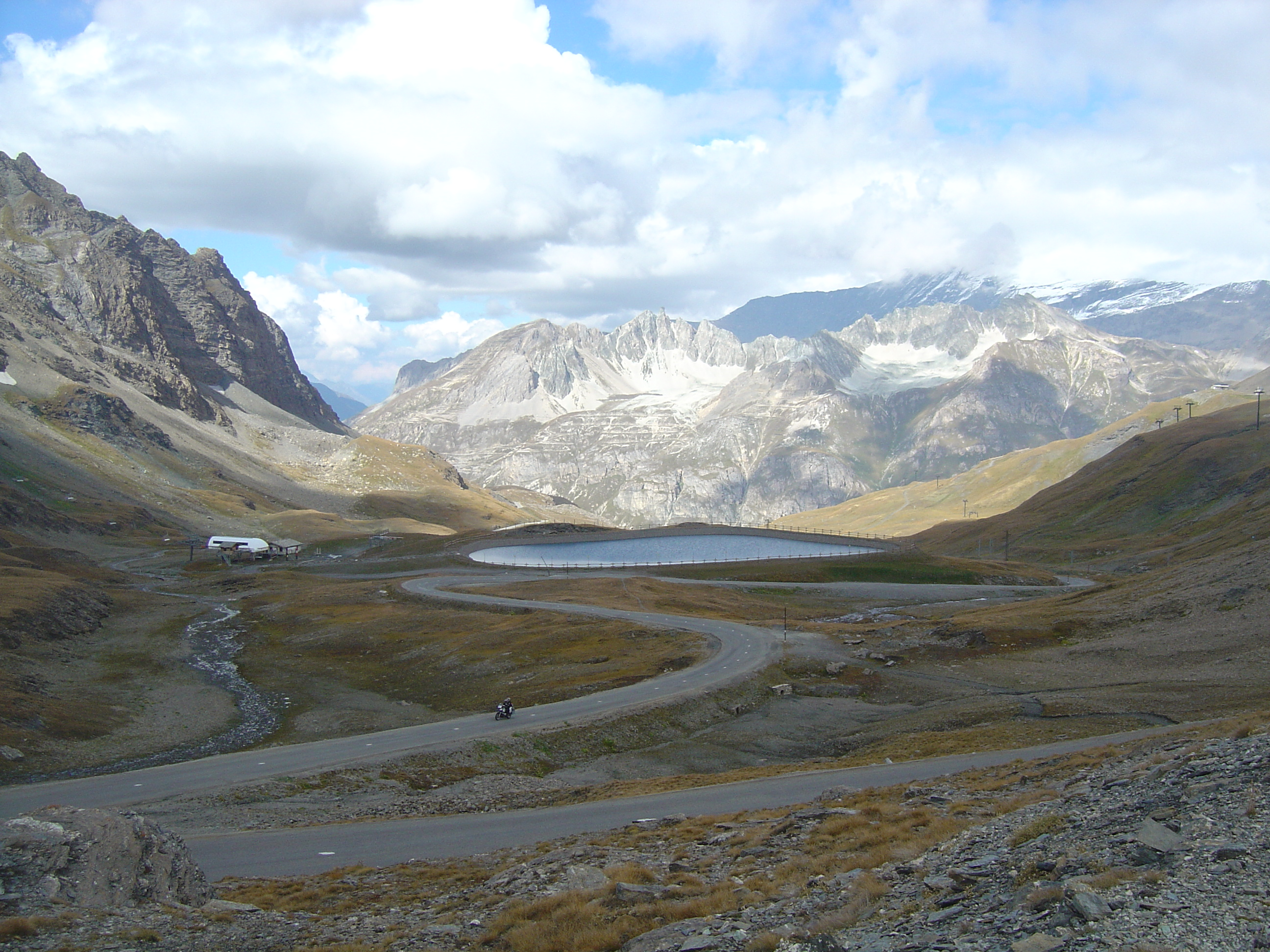
Pequeño lago en el último kilómetro de ascensión.

La vertiente sur tiene una longitud total de 32,3 km desde el cruce de la D902 y D1006 en Lanslebourg-Mont-Cenis (1398 m) vía Lanslevillard, con algunos buenos porcentajes en el puerto de la Madeleine (1746 m ), subida irregular pero con un tramo corto al 10,5 %, y homónimo de otro gigante de las carreteras alpinas que a menudo se sube en el Tour de Francia. Pero como una vez llegado a la meseta de Bessans la carretera que precede a Bonneval-sur-Arc es casi plana durante casi 10 km,  consideramos a Bonneval-sur-Arc (1785 m ), clasificado entre los pueblos más bellos de Francia, como el verdadero comienzo del ascenso. A partir de ahí, quedan 13,4 km  en esta pintoresca vertiente  y más empinada que la vertiente norte. 
Gran parte del ascenso se realiza en medio de pastos de montaña. El camino del ascenso surge desde la entrada a la montaña de la izquierda. Los primeros cuatro kilómetros se realizan en pendientes rectas intercaladas con una curva que permite dominar rápidamente Bonneval-sur-Arc, en porcentajes de entre el 7 y 9 %. 
Después de este comienzo, un 3 % durante aproximadamente un kilómetro permite llegar a la capilla de San Bartolomé  y un puente (2138 m ) cruza el torrente de Lenta, 5,2 km  después de Bonneval-sur-Arc. Esta sección corta y más fácil es seguida rápidamente por una de las secciones más empinadas de la subida: una línea recta a más del 9 % tras haber pasado un recodo y una antigua casa comunal en el paraje de Pied Montet (2275 m)  en el km 6,9. Le sigue otro kilómetro al 8 % antes de que la subida vuelva a ser más suave, con una parte al 4 % que pasa en particular por el puente de Oulietta (2476 m) y un túnel corto que permite el acceso al puente de la Nieve (2528 m)  después de 10,7 km  de ascenso. Pero a partir de ahí, la dificultad se vuelve mayor y los dos últimos kilómetros son respectivamente al 10 y al 8 %. En cuanto a la pendiente anterior, este último porcentaje hay que ponerlo en perspectiva dada la diferencia entre la altura del panel en la parte superior y la del IGN oficial.

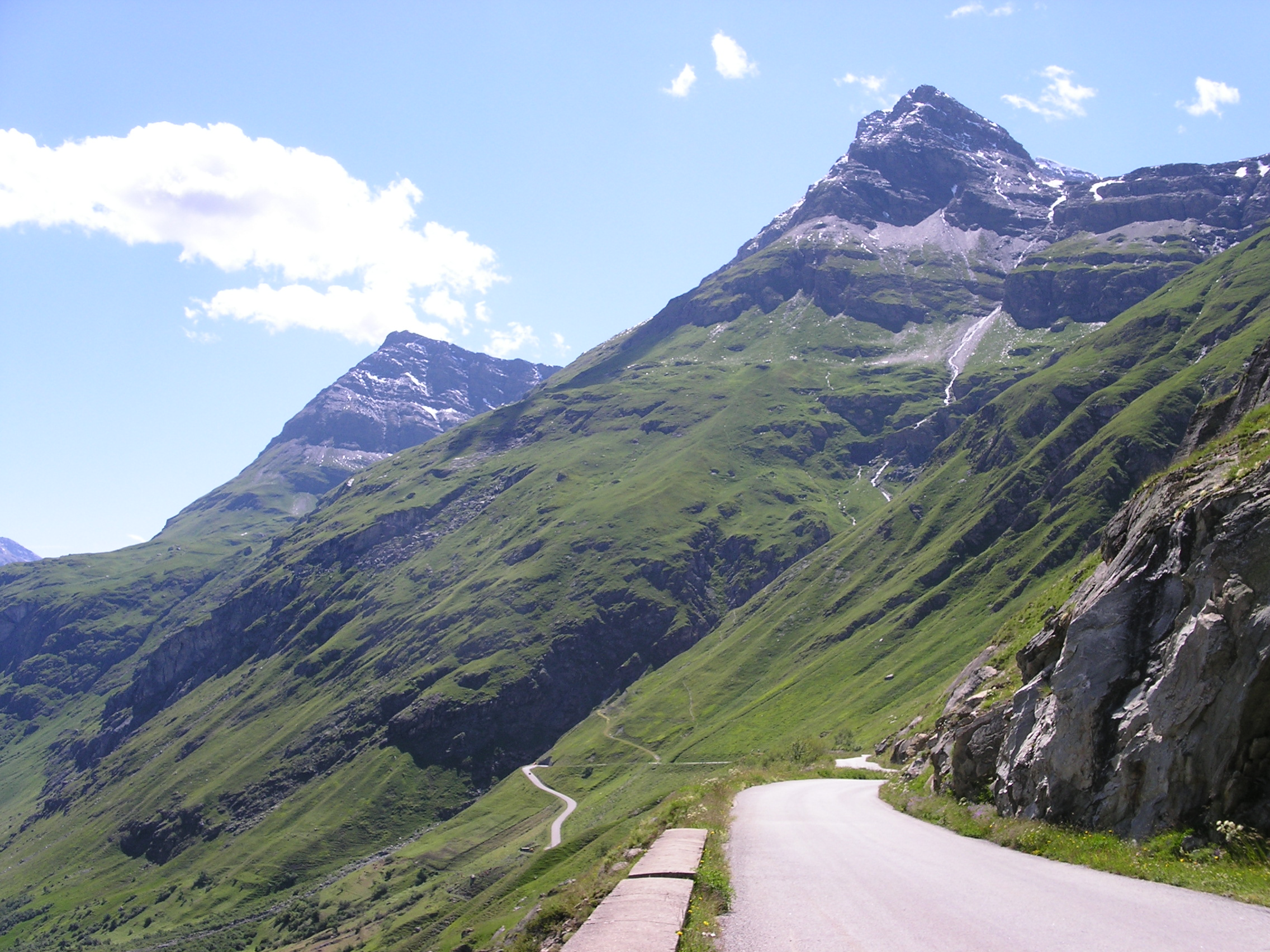
Curva después de Bonneval-sur-Arc.
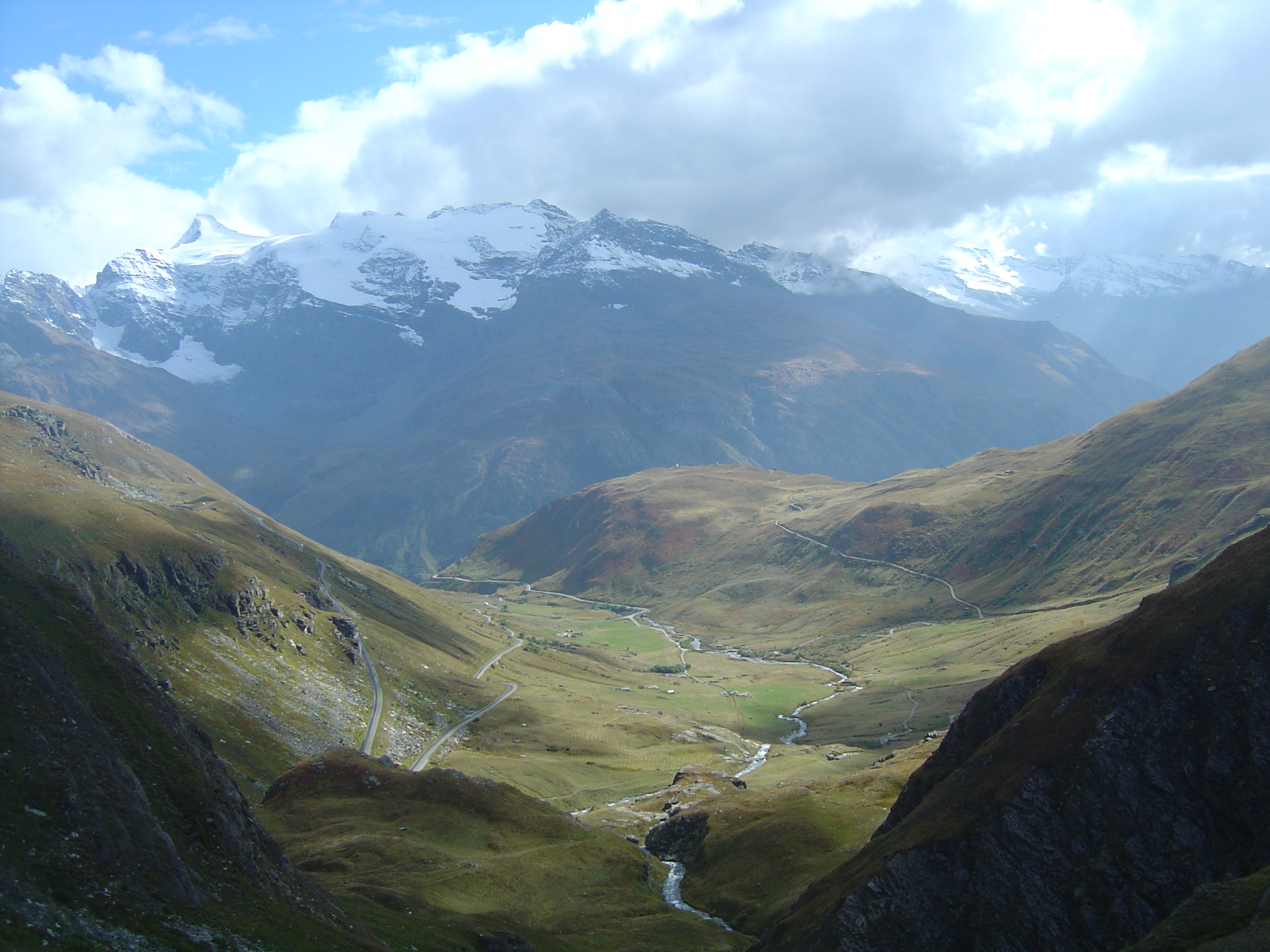
Vista a 3,5 km  de la cima del torrente Lenta y a continuación, una parte al  9 % más abajo a la izquierda, y el Albaron, (3638 m) al fondo.
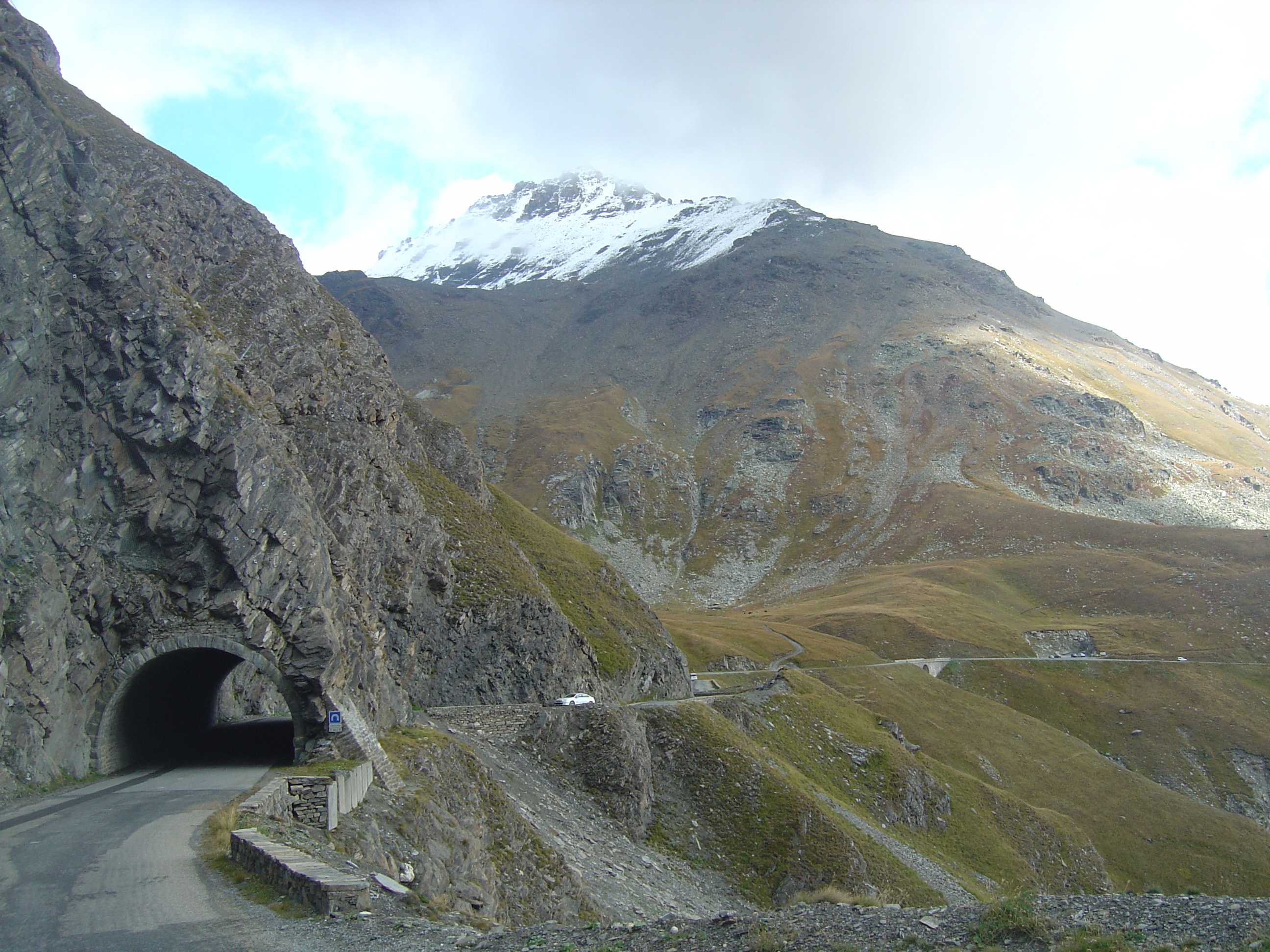
Puente y túnel de Oulietta.
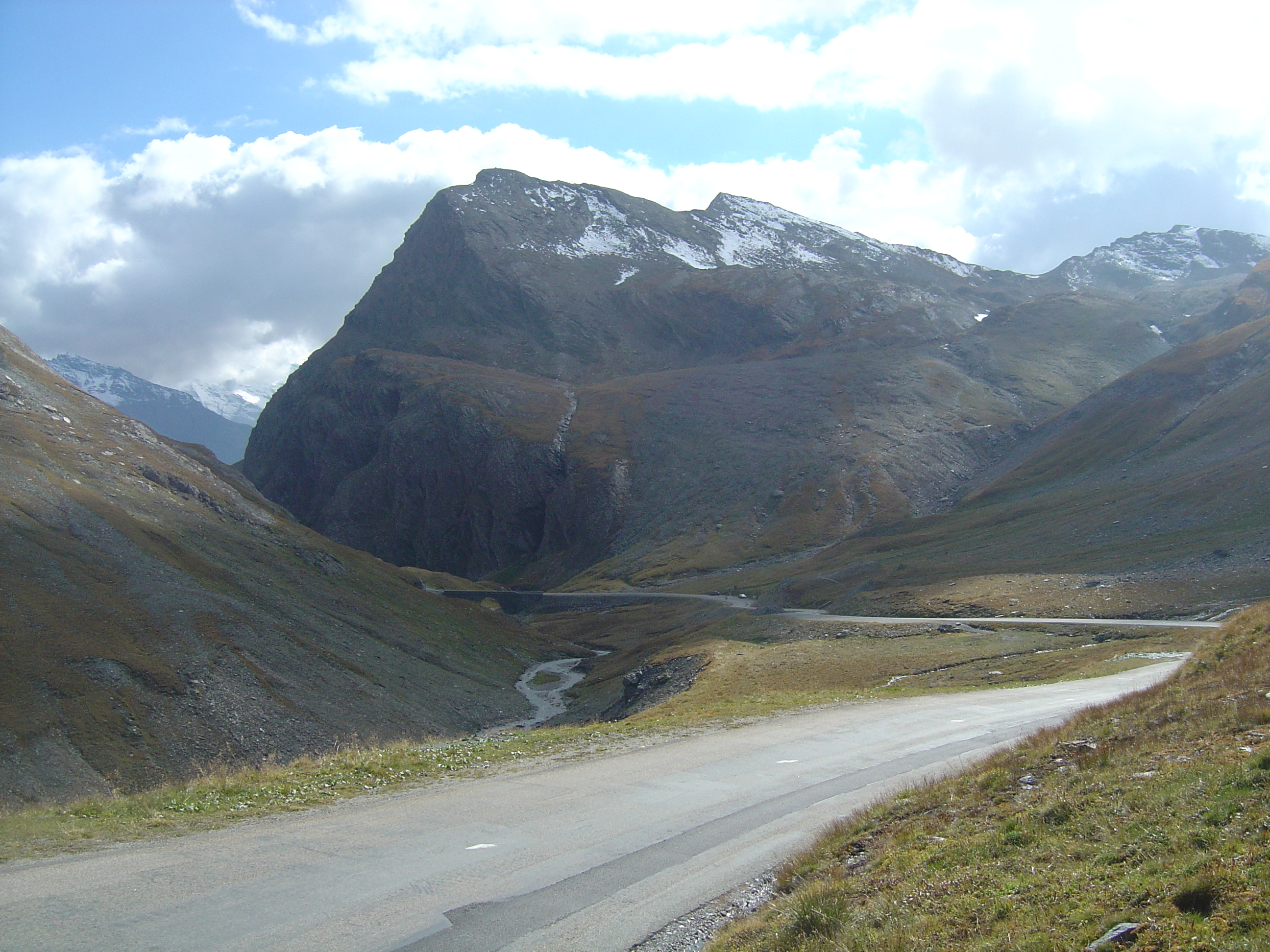
Bajada al Puente de la Nieve (2528 m  ).
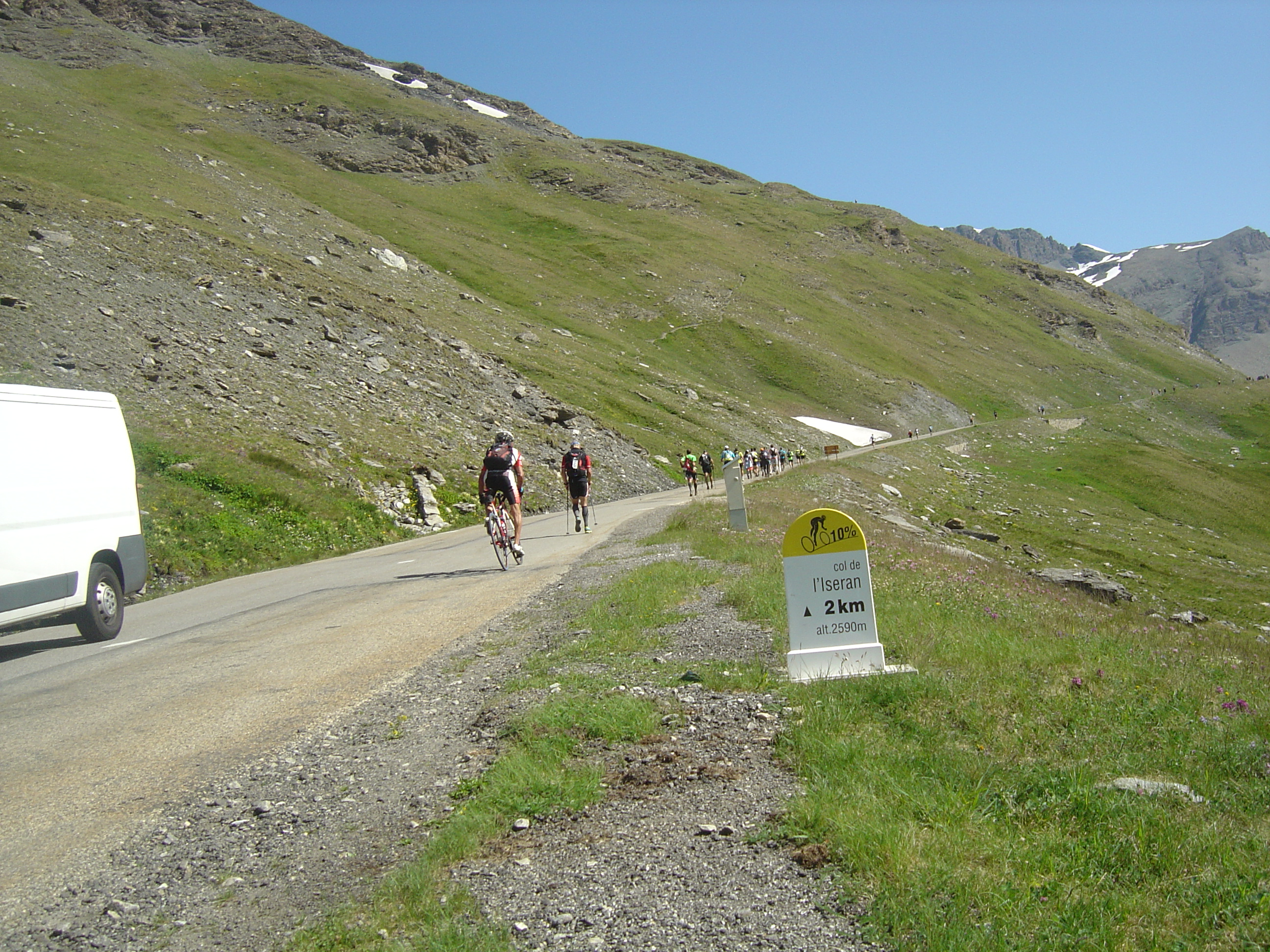
Pendiente de 10 % en el penúltimo kilómetro de ascenso. Delante los corredores del Ice Trail Tarentaise.

El paso está rodeado de montañas: la punta de Lessières (3.041 m) y su túnel justo encima, la Tsanteleina (3.602 m) al norte, la signal de Iseran (3.237 m), la punta de Montets (3.428 m) al este, luego más adelante el Albaron (3.638 m) y la punta de Charbonnel (3.752 m) al sur y la punta de Méan Martin (3.330 m) al suroeste, lo que no impide que haya viento, que a menudo es  fresco a esta altitud donde a veces hay nieve incluso en verano.

### Excursionismo
El sendero de la Gran Travesía de los Alpes atraviesa el col de Iseran, del cual es el punto más alto. Varios lugares en la ruta hacia el puerto (puente de San Carlos y otros...) son puntos de partida para diferentes rutas de senderismo.

### Otros deportes
El col de Iseran es un punto alto de paso en el Ice Trail Tarentaise, que tiene lugar cada julio desde 2011 en Val d'Isère. Los corredores, que proceden del col des Fours (2976 m) y del Pont de la Neige, son abastecidos en el restaurante La Cascade más allá del puerto y suben hasta la Aiguille de Pers (3386 m ), junto a la Pointe des Montets. Desde allí descienden hasta el Col de l'Iseran donde les espera un nuevo avituallamiento, luego suben al túnel de Lessières (3000 m) antes de descender finalmente a Val d'Isère.